# 東方儚月抄
『東方儚月抄』（とうほうぼうげつしょう）は、一迅社刊の雑誌『月刊ComicREX』・『キャラ☆メル』・『まんが4コマKINGSぱれっとの3誌にて連載された、東方Projectを題材にしたメディアミックスの総称である。
本作は、ゲーム『東方永夜抄 〜 Imperishable Night.』の登場人物およびその関係者を中心にした、『永夜抄』の「その後」のストーリーを題材にしている。ストーリー漫画（以下、単に「漫画」「漫画版」とあればこれを指すものとする）・小説・4コマ漫画の3つの作品から構成され、3作品ともZUNによる原作または原案である。メインタイトルはいずれの作品も「東方儚月抄」だが、サブタイトルは作品ごとに異なったものが付けられている。
本項では、以降は『儚月抄』と称することとする。その他の本項で使用されている東方Project関連の略称については、東方Project#凡例を参照。

## 作品
東方儚月抄 〜 Silent Sinner in Blue.
一迅社刊『Comic REX』2007年7月号から2009年5月号まで連載されていたストーリー漫画作品。全21話。作画は秋★枝、ZUNは原作を担当している。
秋★枝は、このストーリー漫画の連載開始に先立つ『月刊ComicREX』2006年12月号に、同じく東方Projectの読切漫画作品『東方求聞史紀 記憶する幻想郷』を執筆しており、こちらも原作はZUNが担当した。
東方儚月抄 -体験（？）版-
2007年5月20日に行われた同人即売会「第4回博麗神社例大祭」で、秋★枝の同人誌『東方儚月抄 Silent Sinner in Blue. -PROLOGUE-』（「東方儚月抄 -体験（？）版-」）が頒布された。秋★枝によれば、『儚月抄』の打ち合わせの際に「漫画の『体験版』的な物を出したら面白いんじゃないか」という話が出たため描いたとのこと。この作品は本編とは直接との関係は存在せず、あくまで本編で起こる異変を暗示する程度の内容である。
東方儚月抄 〜 Cage in Lunatic Runagate.
『キャラ☆メル』創刊号からVol.9まで連載された、ZUNが執筆する小説作品。全8話。最終話のみ、『キャラ☆メル』Vol.8からVol.9にかけて掲載され、それぞれ最終話の前編・後編となっている。挿絵はTOKIAMEが担当。
同じ出来事を漫画版とは別の側面から描いた作品となっており、漫画版のストーリーと密接に繋がった内容になっている。輝夜や永琳、綿月姉妹、妹紅の過去に関する詳細や月の都と月人に関する設定についても語られている。本文は各話ごとに異なる人物の一人称形式で書かれているが、最終話のみ三人称形式になっている。
東方儚月抄 〜 月のイナバと地上の因幡（…つきのイナバとちじょうのいなば）
『まんが4コマKINGSぱれっと』2007年8月号から2010年2月号まで連載された4コマ漫画作品。全30回。作画はあらたとしひら。本作ではZUNは「原作」ではなく「原案」として関わっており、ネタ出しも作画者に任せている。
鈴仙・優曇華院・イナバと因幡てゐが主役で、永遠亭を中心に据えた4コマギャグ漫画となっている。3作品の中では軽いノリの作品となっており、他の2作品よりもストーリーへの関わりは少ない。

## あらすじ
大昔に月へ戦争を仕掛けるも返り討ちにあった妖怪の賢者の八雲紫は、「第二次月面戦争」を起こすべく、博麗霊夢をはじめとした幻想郷の住人たちに協力を仰ぐ。
幻想郷の住人たちはロケットで月に辿り着くが、そこにいた月の有力者の一人である綿月依姫に敗れ、追い返されてしまう。地上に残っていた八雲紫も、月からワープして地上へ訪れた、依姫の姉で同じく有力者の綿月豊姫に、幻想郷の安全のために土下座をして許しを請う事態に陥る。
しかし、八雲紫の本当の狙いは、月への直接侵攻ではなく別なところにあった。最終的に、紫の計画した「第二次月面戦争」は、幻想郷側の勝利という結末となる。

## 登場人物

### 新規の登場人物
ここでは、『儚月抄』が初出の登場人物を解説する。以下に記載した以外にも、名前だけの登場人物が多数存在する。
綿月姉妹
綿月豊姫と依姫の姉妹。かつて八意永琳が輝夜の他に教育していた2人の姉妹のお姫様。永琳の遠い親戚で、人間風に言えば永琳から見て又甥の嫁と又甥夫婦の息子の嫁である。月の使者のリーダーであった永琳によってその後任となるべく教育されており、1300年前に永琳が輝夜を迎えに行く前日に役目を継いで以来、姉妹2人で月の使者のリーダーを務めている。
リーダーに就任した姉妹に最初に課せられた使命は永琳を捜索して連れ戻すことで、今でもそうすべき立場にある。しかし師であった永琳を敬愛し続けているため実際、本人たちにその意思はなく、まして粛清の考えもない。むしろ、地上は月の民にとって監獄なので月の都を裏切って地上に隠れた罪のぶんだけその地に幽閉しなければならない、と表向きに弁じ永琳を逃している。そのせいか月の都からはあまり信用されておらず、疑惑が生じれば確実と目される状況に置かれている。
綿月 豊姫（わたつき の とよひめ）
綿月姉妹の姉。八意永琳曰く、天性の幸運を持っているとのこと。｢山と海をつなぐ程度の能力｣を持ち、永琳の説く「神隠し」の原理を理解して能力として行使できるようになった数少ない人物のひとり。天真爛漫で天然かつ怠け癖があるが、厳しいことを言わず頭の回転が速く学もあり話が面白いため玉兎達からの人気が高い。一方で冷静沈着な一面もあり、有事の際にはその幸運と頭脳でことに当たる。鈴仙・優曇華院・イナバの以前の飼い主でもある。
一般的な月の民と比べて地上人への意識は寛大であり、事件の黒幕である紫と対峙した際は、「周囲の森ごと素粒子レベルで浄化する」という扇子を突きつけ高圧的に当たったものの、事実上のお咎め無しとしている。また、過去には地上への興味から月の海へ迷い込んだ浦島太郎を永琳にも無断で匿ったこともあり、しばらくの後故郷へ帰りたがった彼から都の情報が漏洩することを危惧し永琳に相談した際は、即断で殺せと言った永琳に対し自分が匿ったせいでもあるために可哀想だとして代案を求めた。
綿月 依姫（わたつき の よりひめ）
綿月姉妹の妹。姉の豊姫を「お姉様」と呼ぶ。八意永琳曰く、頭が切れ永琳の言うことを何でも吸収したらしい。姉に比べ非常に生真面目な性格。玉兎たちに戦闘訓練を行っており、その訓練内容は非常に厳しいものとなっている。姉と比べるとやや月の民としてのプライドが高いところはあるが、地上人を毛嫌いしているわけでもなく、霊夢達には比較的人情的に対応していた。｢心霊を呼ぶ程度の能力｣により八百万の神々を我が身に降ろして力を借りることができ、「祇園様の力」や「愛宕様の火」を使いロケットで辿り着いた博麗霊夢らを迎撃する。依姫の強い力を前にした霧雨魔理沙は、霊夢と同じ神下ろしの能力だが、力の差は歴然で、まともに戦っては勝てないと考えた。魔理沙の提案によりスペルカードでの疑似戦闘を了承し咲夜、魔理沙、レミリア、霊夢の順に戦い圧勝する。要らぬ殺生は行わないとし、その後全員を地上へと送り返した。なお、このとき霊夢だけは月に残し、自身の疑いを晴らすために霊夢に月の都中で神降ろしをさせてから地上へ帰した。
レイセン
地上にやって来た玉兎（月の兎）。地上に到着して気絶したところを博麗霊夢に保護された。そのときは噂で聞いていた「地上の兎」に見えるように変装しており、外見は永遠亭の妖怪兎と大差なかった。だが月では鈴仙・優曇華院・イナバと同じくブレザーを着用している。
霊夢が昼寝している間に永琳と交信し、彼女と接触。永琳から月の使者のリーダーである綿月姉妹への手紙を預けられ、月へと帰っていった。その後、綿月姉妹のペットとして仕えることになり、かつて姉妹の許から逃げ出した鈴仙と同じ名前である「レイセン」という名を与えられる。

### 既存の登場人物
ここでは、『儚月抄』が初出ではない登場人物を解説する。
博麗霊夢
博麗神社の巫女。人間。努力は嫌いだが、八雲紫によって稽古をつけられて神様を使役する能力を身につける。
霧雨魔理沙
博麗霊夢の親友。魔法使いの少女。人間。綿月依姫から真正面から戦っても勝てそうにない力量差を見抜き、スペルカードでの疑似戦闘へ持ち込む。
八雲紫
境界の妖怪。妖怪の賢者。かつて妖怪を煽動して「月面戦争」を引き起こしたが、撃退されている。理由は不明だが「第二次月面戦争」を始めようと目論む。式神の前鬼・後鬼をカラスに憑かせ、偵察に用いている。
八雲藍
八雲紫の式神。九尾の妖狐。紫をサポートし、幻想郷の妖怪たちに協力を要請する。
蓬莱山輝夜
元は月に住んでいた月の姫。
八意永琳
元は月に住んでいた月の賢者。蓬莱山輝夜に従う薬師。天才で元々は輝夜の教育係で、現在も彼女の後見役。地上での輝夜への奉公は運命を狂わせたことへの自発的な償いであると小説版で説明されるが、4コマ版では単なる負い目以上の愛情が垣間見られる。月の兎からは「八意××」（地上人には発音できない名前）と呼ばれている。
鈴仙・優曇華院・イナバ
数十年ほど前に地上へ逃れた月の兎（玉兎）。現在は永遠亭で暮らしている。遠く離れた月の兎たちと交信可能。
4コマ版では主人公を務めるが、因幡てゐや八意永琳、蓬莱山輝夜に振り回される事が多い。コミュニケーション下手なため、永琳に命じられている人間の里での置き薬販売の仕事を苦にしている。
因幡てゐ
永遠亭の妖怪兎。迷いの竹林の主。悪戯好きな性格で掴みどころが無い。兎達を実質的に統括しているが、鈴仙だけでなく永琳の言うこともあまり聞かない。
レミリア・スカーレット
紅魔館の主である吸血鬼。ロケットで月へ向かい、紫よりも先に月を侵略して出し抜こうと目論む。
十六夜咲夜
紅魔館のメイドで、紅魔館に住む唯一の人間。レミリアに仕える。
パチュリー・ノーレッジ
紅魔館の魔女で、レミリアの親友。月へ飛ぶためのロケットを製作する。
魂魄妖夢
白玉楼の専属庭師で、西行寺幽々子の護衛も務める半人半幽の少女。幽々子が八雲藍の話を断ったため、レミリアの動向を独自に観察していた。
西行寺幽々子
白玉楼の主。表向きには八雲藍の要請を断ったが、その際、八雲紫から八雲藍や魂魄妖夢の気付かない「とある依頼」を受けていた。
射命丸文
新聞記者の天狗。その速報は幻想郷最速の自称に相応しいスピードで発行されている。月面旅行の記事を書くために、レミリア・スカーレットや博麗霊夢への取材を試みようとしている。
藤原妹紅
蓬莱山輝夜が置いていった「蓬莱の薬」を飲んで不老不死になった人間。その経緯においての理由により、輝夜を敵視している。『儚月抄 小説版』第4話では、彼女が不老不死になった経緯が明らかにされている。
上白沢慧音
人里に住む半獣人の知識人で、藤原妹紅の数少ない理解者。『儚月抄 小説版』第4話の妹紅の回想内で登場し、妖怪の山について妹紅に教える。
森近霖之助
道具屋・香霖堂の店主。店には外の世界の古雑誌や奇怪な道具まで揃っている。
4コマ版では、稗田阿求、紅美鈴、リグル・ナイトバグ、洩矢諏訪子、アリス・マーガトロイドも登場している。この他にも、漫画版の第3話以降には『東方風神録』の登場人物が回想シーンに数コマ登場している。また、漫画版の第9話では紅魔館にてパーティーが開催され、数コマではあるものの多数の人物が登場している。さらに、『東方紺珠伝』に登場する鈴瑚も霊夢達を目撃していたことが言及されている。

## 既刊一覧
漫画版はREXコミックス、4コマ版は4コマKINGSぱれっとコミックスとして発売されている。
東方儚月抄 Silent Sinner in Blue. 上
2008年4月9日発売、一迅社 ISBN 978-4-7580-6089-9
漫画版第1話から第7話までの内容が収録されている。
巻末には小説版の挿絵担当のTOKIAMEと、4コマ版の作画担当のあらたとしひらのイラストが掲載されている。また、ZUNによる音楽CDも付属しており、「妖怪宇宙旅行」「綿月のスペルカード 〜 Lunatic Blue」「呑んべぇのレムリア (Retro Ver)」の3曲が収録されている。
東方儚月抄 Silent Sinner in Blue. 中
2008年12月9日発売、一迅社 ISBN 978-4-7580-6124-7
漫画版第8話から第14話までの内容が収録されている。付録はなし。
東方儚月抄 Silent Sinner in Blue. 底
2009年10月9日発売、一迅社 ISBN 978-4-7580-6169-8
漫画版第15話から最終話（第21話）までの内容が収録されている。付録はなし。
東方儚月抄 月のイナバと地上の因幡 上
2009年8月22日発売、一迅社 ISBN 978-4-7580-8035-4（通常版） ISBN 978-4-7580-8036-1（限定版）
4コマ版第1回連載分から第15回までの内容に加え、書き下ろしのおまけ漫画が収録されている。
鈴仙・優曇華院・イナバ彩色済みフィギュア特典の限定版も同時発売された。
東方儚月抄 月のイナバと地上の因幡 下
2010年7月22日発売、一迅社 ISBN 978-4-7580-8074-3（通常版） ISBN 978-4-7580-8075-0（限定版）
4コマ版第16回連載分から第30回（最終回）までの内容に加え、書き下ろしのおまけ漫画が収録されている。
因幡てゐ彩色済みフィギュア特典の限定版も同時発売された。
東方儚月抄 〜 Cage in Lunatic Runagate.
2009年12月25日発売、一迅社 ISBN 978-4-7580-1160-0
小説版全8話が収録されている。付録はなし。